# Oskar Thunberg
Karl Oskar Thunberg, född 25 augusti 1976 i Brännkyrka församling, är en svensk skådespelare. Han har medverkat i nära 20 film- och TV-produktioner.

## Biografi
Oskar Thunberg är utbildad på Teaterhögskolan i Stockholm 1998–2002.
Han är sedan 2011, tillsammans med dramatikern och regissören Paula Stenström Öhman, konstnärlig ledare för det stockholmsbaserade scenkonstkompaniet Lumor. Lumor mottog 2019 Kurt Nylanders stipendium för att "på nya och oväntade sätt skapat en helt egen estetik inom den svenska teatern."
Thunberg erhöll 2020 Carl Åkermarks stipendium av Svenska Akademien.
Lumor fick Svenska teaterkritikers förenings Teaterpris 2021 för sina "uppsättningar i gränslandet mellan socialrealism och drömspel".

## Filmografi (i urval)
- 2004 – Fyra nyanser av brunt
- 2004 – Strandvaskaren
- 2004 – Linné och hans apostlar (TV-serie)
- 2005 – En decemberdröm (TV-serie)
- 2005 – Livet enligt Rosa (TV-serie)
- 2005 – Lasermannen (TV-serie)
- 2006 – Upp till kamp (TV-serie)
- 2009 – Livet i Fagervik (TV-serie)
- 2011 – Anno 1790 (TV-serie)
- 2011 – Arne Dahl: Misterioso (TV-serie)
- 2012 – Arne Dahl: De största vatten (TV-serie)
- 2012 – Äkta människor (TV-serie)
- 2013 – Monica Z
- 2017 – Rebecka Martinsson (TV-serie)
- 2019 – Fartblinda (TV-serie)
- 2024 – Doktrinen (TV-serie)

## Teater

### Roller (ej komplett)
| År   | Roll                              | Produktion                                             | Regi                  | Teater                                                                                           |
| ---- | --------------------------------- | ------------------------------------------------------ | --------------------- | ------------------------------------------------------------------------------------------------ |
| 2003 | Filip                             | Fritänkaren August Strindberg                          | Richard Turpin        | Strindbergs Intima Teater                                                                        |
| 2005 |                                   | Måsen Anton Tjechov                                    | Carolina Frände       | Göteborgs Stadsteater                                                                            |
| 2010 | Oskar m.fl                        | Nu är du inte så kaxigPaula Stenström Öhman            | Paula Stenström Öhman | Lumor på Unga Klara                                                                              |
| 2012 | Claus, Olle                       | Hon finns inte med på fotografietPaula Stenström Öhman | Paula Stenström Öhman | Lumor på Stockholm Stadsteater                                                                   |
| 2014 | Stellan                           | Mys med kändisAndreas Boonstra                         | Paula Stenström Öhman | moment:teater                                                                                    |
| 2015 | Ludde, Miguel, Lennart, Diana     | People respect me now Paula Stenström Öhman            | Paula Stenström Öhman | Lumor & Turteatern                                                                               |
| 2016 | Medverkande                       | People respect me nowPaula Stenström Öhman             | Paula Stenström Öhman | Hipp/Malmö Stadsteater, Folkteatern Göteborg, Riksteatern, Hallunda.                             |
| 2017 | Medverkande                       | People respect me now Paula Stenström Öhman            | Paula Stenström Öhman | Kilen, Kulturhuset Stadsteatern. Scenkonstbiennalen Norrköping. Tampere Teaterfestival, Finland. |
| 2018 | Lennart, Jaime, Miguel, Servitris | Ocean                                                  | Paula Stenström Öhman | Lumor & Unga Klara                                                                               |

### Regi (ej komplett)
| År   | Produktion                                     | Upphovsmän            | Teater                                         |
| ---- | ---------------------------------------------- | --------------------- | ---------------------------------------------- |
| 2010 | Tusen bitar - En cold case tragedi             | Tove Olsson           | Västerbottenteatern                            |
| 2013 | Materia - Jag är inte Linda Lovelace           | Paula Stenström Öhman | Lumor på Turteatern                            |
| 2014 | Tusen bitar - En cold case tragedi             | Tove Olsson           | Lumor på moment:teater                         |
| 2015 | Materia - Jag är inte Linda Lovelace           | Paula Stenström Öhman | Scenkonstbiennalen Malmö                       |
| 2016 | Kongo - En pjäs om Sverige                     | Johanna Emanuelsson   | Lumor på Teater Tribunalen                     |
| 2016 | Othello                                        | William Shakespeare   | Lumor på Orionteatern                          |
| 2017 | Här kommer alla känslorna på en och samma gång | David Wiberg          | Dramaten Regi tillsammans med David Wiberg     |
| 2019 | Blod och ben                                   | Oskar Thunberg        | Lumor på moment:teater Lumor på Östgötateatern |
| 2019 | Blue Air                                       | Paula Stenström Öhman | Örebro Länsteater                              |
| 2021 | Sex roller söker en författare                 | Luigi Pirandello      | Backa Teater, Göteborg                         |